# Une équipe hors du commun (série télévisée)
Pour les articles homonymes, voir Une équipe hors du commun.
Production
Diffusion
Une équipe hors du commun (A League of Their Own) est une série télévisée américaine en huit épisodes d'environ 54 minutes créée par Abbi Jacobson et Will Graham et mise en ligne le 12 août 2022 sur Amazon Prime Video.
La série est librement inspirée du long métrage homonyme de Penny Marshall sorti en 1992, avec Geena Davis, Tom Hanks et Madonna.

## Synopsis
L'action se déroule à Rockford, aux États-Unis, en 1943, et suit les aventures de l'équipe féminine de baseball, les Rockford Peaches au sein de la toute nouvelle All-American Girls Professional Baseball League. Alors que son mari Charlie est à la guerre, Carson Shaw quitte l'Idaho pour réaliser son rêve de devenir une joueuse de baseball professionnelle.
Parallèlement, Max Chapman, une jeune afro-américaine passionnée de baseball, se bat pour être acceptée dans une équipe et vivre de sa passion.

## Distribution

### Actrices principales[2]
- Abbi Jacobson (VF : Laëtitia Coryn) : Carson Shaw
- Chanté Adams (VF : Esthèle Dumand) : Maxine « Max » Chapman
- D'Arcy Carden (VF : Armelle Gallaud) : Greta Gill
- Gbemisola Ikumelo (en) (VF : Justine Berger) : Clance Morgan
- Roberta Colindrez (VF : Lisa Spurio) : Lupe García
- Kelly McCormack (VF : Marie Tirmont) : Jess McCready
- Priscilla Delgado (es) (VF : Caroline Pascal) : Esti González
- Molly Ephraim (VF : Isabelle Volpé) : Maybelle Fox
- Melanie Field (en) (VF : Jessie Lambotte) : Jo Deluca
- Kate Berlant (VF : Marie Diot) : Shirley Cohen
- Dale Dickey (VF : Cathy Cerdà) : Beverly

### Acteurs récurrents
- Lil Frex (VF : Estelle Darazi) : Ana (7 épisodes)
- Alex Désert (VF : Frantz Confiac) : Edgar Chapman (6 épisodes)
- Saidah Arrika Ekulona (VF : Annie Milon) : Toni Chapman (6 épisodes)
- Don Fanelli (VF : Sébastien Finck) : Alan Baker (5 épisodes)
- Aaron Jennings (VF : Alex Fondja) : Guy (4 épisodes)
- Kendall Johnson (VF : Thierno Ba) : Gary (7 épisodes)
- Lea Robinson (VF : Déborah Claude) : Bert Hart (4 épisodes)
- Patrice Covington (VF : Géraldine Asselin) : Gracie (4 épisodes)
- Nick Offerman (VF : Emmanuel Gradi) : Casey « Dove » Porter (3 épisodes)
- Patrick J. Adams (VF : Antoine Schoumsky) : Charlie (4 épisodes)
- Andia Winslow (VF : Marie Bouvier) : Esther (3 épisodes)

 Source et légende : version française (VF) sur RS Doublage et Doublage Séries Database

## Production
Le 14 mars 2023, The Hollywood Reporter annonce que la série est renouvelée pour une seconde et dernière saison, composée de quatre épisodes.
Le 18 août 2023, Amazon annule sa commande de deuxième saison durant la grève de la Writers Guild of America de 2023.

## Épisodes
| no | Titre français        | Titre original | Réalisé par      | Écrit par                    |
| -- | --------------------- | -------------- | ---------------- | ---------------------------- |
| 1  | En place              | Batter Up      | Jamie Babbit     | Will Graham et Abbi Jacobson |
| 2  | Entre-champ           | Find the Gap   | Jamie Babbit     | Abbi Jacobson                |
| 3  | Déséquilibre          | The Cut Off    | Jamie Babbit     | Desta Tedros Reff            |
| 4  | Changement à la batte | Switch Hitter  | Ayoka Chenzira   | Michelle Badillo             |
| 5  | Un nouveau cap        | Back Footed    | Katrelle Kindred | Mfoniso Udofia               |
| 6  | Faux-semblants        | Stealing Home  | Will Graham      | Will Graham                  |
| 7  | Compte complet        | Full Count     | Silas Howard     | Sanaz Toossi                 |
| 8  | Match parfait         | Perfect Game   | Anya Adams       | Abbi Jacobson et Will Graham |

## Sortie
La série est présentée en avant-première mondiale au Festival de Tribeca en juin 2022.

## Accueil
La série reçoit un accueil très favorable sur Rotten Tomatoes (94 % des critiques et 87 % du public) et la note de 7,5/10 sur IMDB.
Le site Écrire le sport parle d'un "récit queer, féministe et antiraciste puissant" avec un "pool d'actrices exceptionnel".

## Distinctions

### Récompenses
- 2022 : SOFEE (The Seal of Female Empowerment in Entertainment) du comité des femmes de la Critics Choice Association pour : « la façon de montrer les luttes des femmes blanches et de couleur dans les années 40 […] et [qui] met en lumière le danger que couraient les femmes queer si leur sexualité était découverte. »[11]
- 2022 : National Visibility award décerné par Human Rights Campaign [12]
- 2023 : GLAAD Media Awards - Meilleure nouvelle Série TV[13]

### Nominations
- 2023 : NAACP Image Awards - Meilleurs Costumes pour Trayce Gigi Field [14]
- 2023 : Independant Spirit Award : Meilleure actrice de second rôle pour Gbemisola Ikumelo[15]
- 2023 : Hollywood Critics Association TV Awards : Meilleurs costumes d'époque [16]